# Vriesea nocturna
Vriesea nocturna är en gräsväxtart som beskrevs av Eizi Matuda. Vriesea nocturna ingår i släktet Vriesea och familjen Bromeliaceae. Inga underarter finns listade i Catalogue of Life.